# Juvenal Edjogo-Owono
Juvenal Edjogo-Owono Montalbán (Sabadell, 1979. április 3. –) spanyol születésű Egyenlítői-guineai válogatott labdarúgó, a Santa Coloma játékosa.
Az Egyenlítői-guineai válogatott tagjaként részt vett a 2012-es afrikai nemzetek kupáján.